# Geneviève Page
Geneviève Page (nacida Geneviève Bonjean; París, 13 de diciembre de 1927-París, 14 de febrero de 2025) fue una actriz francesa con una carrera cinematográfica que abarca cincuenta años y también numerosas producciones cinematográficas de habla inglesa.

## Primeros años de vida
Nació en una familia de estetas, hija de Jacques Bonjean (1899-1990), que coleccionó arte de la Francia del siglo XVII, y Germaine Lipman, y su padrino fue Christian Dior. A la edad de seis años, su padrino era pobre y tocaba el piano con la madre de Page, e incluso habló con Page sobre hablar con adultos. Ella recuerda: «Él no tenía dinero en ese momento y dibujaba sombreros para casas grandes. Almorzaba cada dos días en casa y tocaba el piano, con mi madre en mi habitación, a cuatro manos. Yo me refugiaba en el baño para aprender mis lecciones». A los doce años, Page leyó algunas obras de Voltaire, y para sorpresa de su madre, su padre respondió «Si no puede leer a Voltaire, no puede leer a nadie». A pesar de esto, era una joven muy talentosa: Fue educada en la Escuela del Louvre e interpretó a Musset en el Teatro Nacional Popular, e ingresó en el Coservatorio Nacional de Artes y Oficios.

## Carrera
Su debut cinematográfico fue en Pas de pitié pour les femmes (1951), seguida de Fanfan la Tulipe (1952), en la que interpretó a Madame de Pompadour junto a Gérard Philipe y Gina Lollobrigida. Desde entonces, ha aparecido en películas italianas, francesas, británicas y americanas. Coprotagonizó con Robert Mitchum e Ingrid Thulin en Foreign Intrigue (1956), Dirk Bogarde y Capucine en Song Without End (1960), Charlton Heston y Sophia Loren en El Cid (1961), y apareció en Grand Prix (1966) con James Garner y Belle de jour (1967), con Catherine Deneuve y dirigida por Luis Buñuel. Apareció nuevamente con Deneuve cuando interpretó a la condesa Larisch en Mayerling (1968), también coprotagonizada con Ava Gardner y James Mason.
Billy Wilder la eligió como la misteriosa villana en The Private Life of Sherlock Holmes (1970), su papel más conocido, como el personaje que utiliza su atractivo sexual para manipular a Holmes. Apareció en Beyond Therapy (1987) de Robert Altman y continuó actuando hasta 2003.

### Teatro
Actuó en 1943 en Le Soulier de Satin y en Oh! Le Beaux Jours, ambas dirigidas por Jean-Louis Barrault. Su carrera teatral continuó en las décadas de 1980 y 1990, con Les larmes amères de Petra von Kant (Las amargas lágrimas de Petra von Kant) (1980), Lan nuit de rois (Noche de reyes de William Shakespeare), La femme sur le lit (La mujer sobre la cama de Franco Brusati, 1994) y Delicado equilibrio (1998).

## Vida personal
Estuvo casada con Jean-Claude Bujard desde 1959 hasta su muerte el 29 de agosto de 2011; la pareja tenía dos hijos. En una entrevista de 2013, dijo que tenía problemas de administración en su casa y que ya no estaba acostumbrada a hablar.
Murió en París el 14 de febrero de 2025 a la edad de 97 años.

## Filmografía seleccionada
| Año  | Título                               | Papel                                    | Director                     |
| ---- | ------------------------------------ | ---------------------------------------- | ---------------------------- |
| 1952 | Fanfan la Tulipe                     | Madame de Pompadour                      | Christian-Jaque              |
| 1953 | Lettre ouverte                       | Colette Simonet                          | Alex Joffé                   |
| 1954 | L'Étrange Désir de monsieur Bard     | Donata                                   | Géza von Radványi            |
| 1956 | Foreign Intrigue                     | Dominique Danemore                       | Sheldon Reynolds             |
| 1956 | The Silken Affair                    | Geneviève Gérard                         | Roy Kellino                  |
| 1956 | Miguel Strogoff                      | Nadia Fédor                              | Carmine Gallone              |
| 1957 | Amour de poche                       | Édith                                    | Pierre Kast                  |
| 1957 | Un hombre en la red                  | Mary Bolevasco                           | Riccardo Freda               |
| 1960 | Song Without End                     | Condesa Marie d'Agoult                   | George Cukor y Charles Vidor |
| 1961 | El Cid                               | Princesa Urraca                          | Anthony Mann                 |
| 1963 | Le jour et l'heure                   | Agathe Dutheil                           | René Clément                 |
| 1963 | L'honorable Stanislas, agent secret  | Ursula Keller                            | Jean-Charles Dudrumet        |
| 1964 | Youngblood Hawke                     | Frieda Winter                            | Delmer Daves                 |
| 1965 | Le Majordome                         | Agnès des Vallières                      | Jean Delannoy                |
| 1965 | Three Rooms in Manhattan             | Yolande Combes                           | Marcel Carné                 |
| 1966 | Tendre Voyou                         | Béatrice Dumonceaux                      | Jean Becker                  |
| 1966 | Corsaires et Flibustiers             | Mary Brown                               | Claude Barma                 |
| 1966 | Grand Prix                           | Monique Delvaux-Sarti                    | John Frankenheimer           |
| 1967 | Belle de jour                        | Madame Anais                             | Luis Buñuel                  |
| 1968 | Mayerling                            | Condesa María Luisa Mendel von Wallersee | Terence Young                |
| 1968 | Decline and Fall... of a Birdwatcher | Margot                                   | John Krish                   |
| 1968 | A Talent for Loving                  | Delphine                                 | Richard Quine                |
| 1970 | The Private Life of Sherlock Holmes  | Gabrielle Valadon                        | Billy Wilder                 |
| 1979 | Buffet froid                         | Geneviève Léonard (la viuda)             | Bertrand Blier               |
| 1982 | Mortelle randonnée                   | Madame Schmidt-Boulanger                 | Claude Miller                |
| 1987 | Beyond Therapy                       | Zizi                                     | Robert Altman                |
| 1987 | Cartoline italiane                   | Silvana                                  | Memè Perlini                 |
| 1989 | Les Bois noirs                       | Nathalie Dupin                           | Jacques Deray                |
| 1992 | L'Inconnu dans la maison             | Bernadette                               | Georges Lautner              |